# Carlyn Chisholm, Baroness Chisholm of Owlpen

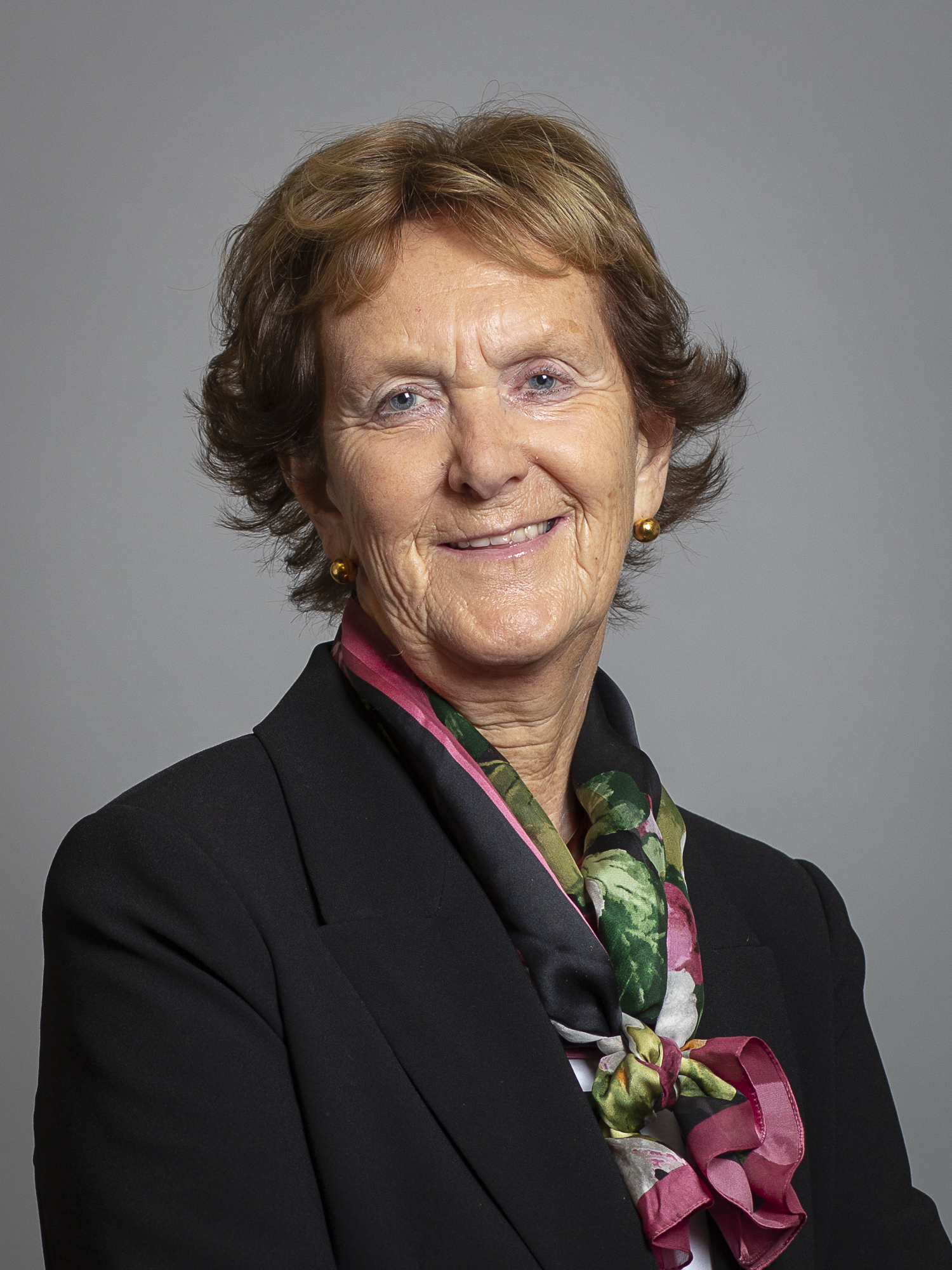
Carlyn Chisholm, Baroness Chisholm of Owlpen (2020)

Caroline „Carlyn“ Elizabeth Chisholm, Baroness Chisholm of Owlpen (geborene Wyndham, * 23. Dezember 1951) ist eine britische Politikerin der Conservative Party, die seit 2014 als Life Peeress Mitglied des House of Lords ist. Nachdem sie 2022 aus der Conservative Party ausgetreten war, gehört sie dem Oberhaus als parteiloses Mitglied an.

## Leben
Carlyn Chisholm ist die Tochter von Hon. John Edward Reginald Wyndham (1920–1972), der 1963 zum 1. Baron Egremont erhoben wurde und beim Tod seines Vaters Edward Wyndham, 5. Baron Leconfield 1967 auch den Titel als 6. Baron Leconfield erbte, und dessen Ehefrau Pamela Wyndham-Quin (1925–2013). Ihr Urgroßvater mütterlicherseits war der Politiker Windham Wyndham-Quin, 5. Earl of Dunraven and Mount-Earl (1857–1952). Ihr älterer Bruder ist der Schriftsteller John Max Henry Scawen Wyndham (* 1948), der beim Tod des Vaters 1972 die Titel als 7. Baron Leconfield sowie als 2. Baron Egremont erbte. Sie selbst besuchte die St Michael’s Burton Park School in Sussex und arbeitete nach einer entsprechenden Berufsausbildung als Staatlich anerkannte Krankenpflegerin.
Am 15. September 2014 wurde Carlyn Chisholm, die zuvor Vorsitzende des Kandidatenkomitees der Conservative Party war, als Baroness Chisholm of Owlpen, of Owlpen in the County of Gloucestershire, zur Life Peeress aufgrund des Life Peerages Act 1958 der Peerage of the United Kingdom erhoben und damit Mitglied des House of Lords, des Oberhauses des Parlaments. Während ihrer Oberhauszugehörigkeit war sie zunächst vom 14. Mai 2015 bis zum 21. Dezember 2016 im Kabinett Cameron II beziehungsweise ab dem 13. Juli 2016 im Kabinett May I erstmals Parlamentarische Geschäftsführerin (Whip) der Fraktion der Konservativen Partei mit dem Titel einer Baroness-in-Waiting in HM Household. Zugleich fungierte sie zwischen dem 17. Juli und dem 21. Dezember 2016 als Sprecherin ihrer Fraktion für das Kabinettsamt (Cabinet Office). Die Funktionen als Whip und Baroness-in-Waiting übernahm sie vom 20. Juni 2017 bis zum 29. März 2018 erneut im Kabinett May II und gehörte zwischen dem 15. Mai und dem 27. Juli 2018 dem Gemeinsamen Parlamentsausschuss für den Gesetzentwurf zu Sicherheitsuntersuchungen im Gesundheitswesen (Draft Health Service Safety Investigations Bill (Joint Committee)) sowie vom 12. Juni 2018 bis zum 9. August 2019 außerdem dem Ausschuss für Kommunikation und Digitales (Communications and Digital Committee) als Mitglied an. Daraufhin fungierte sie vom 9. August 2019 bis zum 13. Februar 2020 im Kabinett Boris Johnson I beziehungsweise ab dem 13. Dezember 2019 im Kabinett Boris Johnson II zum dritten Mal als Whip und Baroness-in-Waiting. Nachdem sie zwischen dem 11. Juni 2020 und dem 10. Juni 2021 Mitglied des COVID-19-Ausschusses (COVID-19 Committee) war, fungierte sie vom 1. September 2021 bis zum 4. Februar 2022 im Kabinett Boris Johnson II zum vierten Mal als Whip und Baroness-in-Waiting. Sie war zwischen dem 12. Mai 2022 und dem 31. Januar 2023 noch Mitglied des Gemeinsamen Parlamentsausschuss für Menschenrechte (Human Rights (Joint Committee)) sowie zuletzt vom 20. Oktober bis zum 1. Dezember 2022 Mitglied des Ausschusses für öffentliche Dienstleistungen (Public Services Committee). Nachdem sie am 28. November 2022 aus der Conservative Party ausgetreten war, gehört sie dem Oberhaus als parteiloses Mitglied (Crossbencher) an.
Aus ihrer 1976 geschlossenen Ehe mit Colin Chisholm gingen die Kinder Hon. Hugh Archibald John Chisholm (* 1976), Hon. Laura Carlyn Chisholm (* 1978) und Hon. Mark Colin Chisholm (* 1980) hervor.